# Grúixeve
Grúixeve (en ucraïnès: Грушеве) és un poble de la República Autònoma de Crimea, a Ucraïna, que el 2014 tenia 96 habitants. Pertany al districte de Simferòpol.